# Marta Eggerth
Marta Eggerth (née le 17 avril 1912 à Budapest et morte le 26 décembre 2013 à Rye, État de New York) est une soprano et actrice hongroise.

## Biographie
Mariée au ténor polonais Jan Kiepura, avec qui elle fait d'importantes tournées en Europe et aux États-Unis, chantant notamment les opérettes viennoises, Marta Eggerth tourne également quelques films avec lui. En mars 1938 tous deux s'installent en France au Vésinet. En 1939, alors que son mari s'engage comme volontaire dans l'armée polonaise en formation en France, elle décide de servir dans la Croix-Rouge polonaise. Ils quittent définitivement la France pour les États-Unis en 1953

## Filmographie partielle
- 1930 : Csak egy kislány van a világon de Béla Gaál
- 1931 : Casse-cou (Der draufgänger) de Richard Eichberg
- 1931 : Die bräutigamswitwe de Richard Eichberg
- 1931 : Tapage sur l'amour (Trara um liebe) de Richard Eichberg
- 1931 : Eine nacht im Grandhotel de Max Neufeld
- 1931 : Diplomatie de femme (Der frauendiplomat) d'E.W. Emo
- 1932 : Prince charmant (Traum von Schönbrunn / Schuld an allem ist die liebe) de Johannes Meyer
- 1932 : Le Bleu du ciel (Das Blaue vom Himmel) de Victor Janson
- 1932 : Une nuit à Vienne (Es war einmal ein Walzer) de Victor Janson
- 1932 : Where is the lady ? de Victor Hanbury et Ladislaus Vajda (version anglaise de "Es war einmal ein walzer")
- 1932 : Mariés en cinq sec (Moderne mitgift) d'E.W. Emo
- 1932 : C'est un amour qui passe (Ein lied, ein kuß, ein mädel) de Géza von Bolváry
- 1932 : La Valse de l'empereur  (Kaiserwalzer / Audienz in Ischl) de Frederic Zelnik
- 1933 : Fleur de Hawaii (Die blume von Hawaii) de Richard Oswald
- 1933 : La Vie tendre et pathétique (Leise flehen meine lieder) de Willi Forst
- 1933 : Unfinished Symphony de Willi Forst et Anthony Asquith (version anglaise de "Leise flehen meine lieder")
- 1933 : Der Zarewitsch de Victor Janson
- 1934 : Princesse Czardas (Die Czardasfürstin) de Georg Jacoby
- 1934 : Mon cœur t'appelle de Carmine Gallone et Serge Veber
- 1934 : My Heart is Calling (en) de Carmine Gallone (version anglaise de "Mein Herz ruft nach dir")
- 1934 : Son plus grand succès (Ihr größter erfolg / Therese Krones) de Johannes Meyer
- 1935 : Casta Diva de Carmine Gallone
- 1935 : The divive sparks de Carmine Gallone (version anglaise de "Casta diva")
- 1935 : Carmen blonde (Die blonde Carmen) de Victor Janson
- 1935 : Vedette hongroise (Die ganze Welt drecht sich um Liebe / Liebesmelodie) de Victor Tourjansky
- 1936 : Das Hofkonzert de Douglas Sirk
- 1936 : La Chanson du souvenir de Douglas Sirk et Serge de Poligny (version française de Das Hofkonzert)
- 1936 : Quand l'alouette chante... (Wo die lerche singt) de Carl Lamac
- 1936 : Das Schloß in Flandern de Géza von Bolváry
- 1937 : Le Charme de la Bohème (Zauber der Boheme) de Géza von Bolváry
- 1938 : Adieu, valse de Vienne ! (Immer, wenn ich glücklich bin) de Carl Lamac
- 1942 : Pour moi et ma mie (For Me and My Gal) de Busby Berkeley
- 1943 : Lily Mars vedette (Presenting Lily Mars) de Norman Taurog
- 1947 : Mélodie d'amour (Addio Mimí ! / Her wonderful lie) de Carmine Gallone
- 1949 : Valse brillante de Jean Boyer
- 1952 : Le Pays du sourire (Das land des Lächelns) de Hans Deppe et Erik Ode
- 1957 : Frühling in Berlin d'Arthur Maria Rabenalt